# Eduard Nessel
Eduard Nessel (též uváděn jako Edvard, 14. ledna 1851 Praha — 8. května 1920 tamtéž) byl český zubní lékař, profesor Lékařské fakulty Karlo-Ferdinandovy univerzity. Zasloužil se o zřízení první zubní ambulance při české fakultě univerzity.

## Život
Narodil se v Praze do rodiny profesora Karlo-Ferdinandovy univerzity Františka Nessela. Otec v roce 1827 zřídil nepovinné přednášky ze zubního lékařství a byl spoluzakladatelem tohoto oboru v českých zemích. Eduard po absolvování středního vzdělání vystudoval Lékařskou fakultu Karlo-Ferdinandovy univerzity, odpromoval 7. prosince 1876. Roku 1878 byl v rámci vojenské služby odveden jako lékař a nasazen v Bosně. Následně se vrátil do Prahy a zřídil si zde zubní praxi.
Roku 1897 se spolupodílel na založení Spolku českých zubních lékařů. Vedle zubní praxe se věnoval pedagogické činnosti a výrazně navázal na dlouholeté snahy svého otce o zřízení samostatné fakulty zubního lékařství. Roku 1883 se stal docentem, posléze byl roku 1912 jmenován mimořádným univerzitním profesorem. Mezi jeho žáky patřil mimo jiné Jan Jesenský.
Zasloužil se o zřízení první zubní ambulance při, již rozdělené, české lékařské fakultě roku 1892. Sídlila ve skromných prostorách ve Vodičkově ulici na Novém Městě, vedle Nessla zde zpočátku sloužil také docent Mořic Baštýř a dva asistence.
Věnoval se publicistické činnosti v oboru. rovněž byl přispěvatelem Ottova slovníku naučného pod značkou -ss-., kde je autorem hesla Plombování zubů.
Eduard Nessel zemřel 8. května 1920 v Praze. Pohřben byl v rodinné hrobce na Olšanských hřbitovech.